# Kabinet-Liinamaa
Het 'kabinet–Liinamaa was de regering van de Republiek Finland van 13 juni 1975 tot 30 november 1975. Het rompkabinet werd gevormd door onafhankelijken ambtenaren en experts na de val van het vorige kabinet.

## Kabinet–Liinamaa (1975)
| Ambtsbekleder                     | Ambtsbekleder     | Ambtsbekleder                 | Functie(s)                                        | Ambtstermijn | Ambtstermijn     | Partij        |
| --------------------------------- | ----------------- | ----------------------------- | ------------------------------------------------- | ------------ | ---------------- | ------------- |
|                                   | Keijo Liinamaa    | Keijo Liinamaa (1929–1980)    | Premier                                           | 13 juni 1975 | 30 november 1975 | Onafhankelijk |
|                                   | Olavi Mattila     | Olavi Mattil (1918–2013)      | Vicepremier                                       | 13 juni 1975 | 30 november 1975 | Onafhankelijk |
| Minister van Buitenlandse Zaken   | Olavi Mattila     | Olavi Mattil (1918–2013)      |                                                   | 13 juni 1975 | 30 november 1975 | Onafhankelijk |
|                                   | Inkeri Anttila    | Heikki Koski (1940–2024)      | Minister van Binnenlandse Zaken                   | 13 juni 1975 | 30 november 1975 | Onafhankelijk |
|                                   | Heikki Tuominen   | Heikki Tuominen (1920–2010)   | Minister van Financiën                            | 13 juni 1975 | 30 november 1975 | Onafhankelijk |
|                                   | Inkeri Anttila    | Inkeri Anttila (1916–2013)    | Minister van Justitie                             | 13 juni 1975 | 30 november 1975 | Onafhankelijk |
|                                   |                   | Arvo Rytkönen (1929–1980)     | Minister van Economische Zaken                    | 13 juni 1975 | 30 november 1975 | Onafhankelijk |
| Minister voor Buitenlandse Handel |                   | Arvo Rytkönen (1929–1980)     |                                                   | 13 juni 1975 | 30 november 1975 | Onafhankelijk |
|                                   | Olavi Mattila     | Erkki Huurtamo (1917–1999)    | Minister van Defensie                             | 13 juni 1975 | 30 november 1975 | Onafhankelijk |
|                                   | Alli Lahtinen     | Alli Lahtinen (1926–1976)     | Minister van Sociale Zaken en Volksgezondheid     | 13 juni 1975 | 30 november 1975 | Onafhankelijk |
|                                   |                   | Ilmo Paananen (1927–2014)     | Minister van Arbeid                               | 13 juni 1975 | 30 november 1975 | Onafhankelijk |
|                                   | Lauri Posti       | Lauri Posti (1908–1988)       | Minister van Onderwijs                            | 13 juni 1975 | 30 november 1975 | Onafhankelijk |
|                                   | Esa Timonen       | Esa Timonen (1925–2015)       | Minister van Transport                            | 13 juni 1975 | 30 november 1975 | Onafhankelijk |
|                                   | Veikko Ihamuotila | Veikko Ihamuotila (1911–1979) | Minister van Landbouw                             | 13 juni 1975 | 30 november 1975 | Onafhankelijk |
| Ministers zonder portefeuille     |                   |                               |                                                   |              |                  |               |
| Ambtsbekleder                     | Ambtsbekleder     | Ambtsbekleder                 | Functie(s)                                        | Ambtstermijn | Ambtstermijn     | Partij(en)    |
|                                   |                   | Pekka Ahtiala (1935)          | Minister zonder portefeuille                      | 13 juni 1975 | 30 november 1975 | Onafhankelijk |
|                                   |                   | Teuvo Varjas (1942–2022)      | Minister voor Belastingzaken                      | 13 juni 1975 | 30 november 1975 | Onafhankelijk |
|                                   | Jorma Uitto       | Jorma Uitto (1921–2009)       | Minister voor Industrie                           | 13 juni 1975 | 30 november 1975 | Onafhankelijk |
|                                   |                   | Aarno Strömmer (1927–2021)    | Minister voor Huisvesting en Ruimtelijke Ordening | 13 juni 1975 | 30 november 1975 | Onafhankelijk |
|                                   | Grels Teir        | Grels Teir (1916–1999)        | Minister voor Maatschappelijk Werk                | 13 juni 1975 | 30 november 1975 | Onafhankelijk |